# Троїцьке (Жуковський район)
Троїцьке (рос. Троицкое) — село в Жуковському районі Калузької області Російської Федерації.
Населення становить 721 особу. Входить до складу муніципального утворення Село Троїцьке.

## Історія
Від 2004 року входить до складу муніципального утворення Село Троїцьке

## Населення
| 2002 | 2010 |
| ---- | ---- |
| 628  | ↗721 |